# Cancelación de póliza
La cancelación de una póliza se refiere al hecho de que una póliza de seguros puede cancelarse antes de la finalización del término asegurado. Esto tiene el efecto de cesar la cobertura del seguro en la fecha de la cancelación. 

## Métodos de cancelación
Se utilizan habitualmente tres diferentes métodos de cancelación, que se calculan mediante una rueda de cálculo en línea.
- Prorrateo o proporcional: Es un método sin penalización para calcular la devolución que corresponda en el premio de una póliza cancelada. Se determina un factor de reintegro tomando la cantidad de días que quedan para el vencimiento original de la póliza, dividido por el número total de días del término del seguro. Este factor se multiplica por el premio acordado.[3]
- Tasa de corte antigua: Es un método con penalización para calcular el reintegro de premio,[4] que a menudo se usa cuando la póliza se cancela a solicitud de los asegurados. Se utiliza una tasa que determina penalidades que pueden ser menores o mayores según la fecha de cancelación en relación con la duración pactada de la póliza.
- Tasa 90%: Método de penalización en el que al premio a reintegrar se le descuenta el 10% en concepto de lucro cesante.